# Saint Luke
Saint Luke ist ein Parish auf der Insel Dominica. Das Parish hat 1664 Einwohner auf einer Fläche von 7,8 km². Hauptort und einzige Gemeinde ist das am Meer gelegene Pointe Michel mit 1664 Einwohnern.

## Orte
- Pointe Michel